# Parthenodes incultalis
Parthenodes incultalis là một loài bướm đêm trong họ Crambidae.